# Adrian Woodley
Adrian Woodley, född 25 september 1975, är en friidrottare från Kanada. Han deltog vid olympiska sommarspelen 2000.